# Betavoltaik
Betavoltaik ist das Prinzip der Stromerzeugung durch Bestrahlung eines Halbleiters mit schnellen Elektronen.

## Wirkungsweise
Die beim radioaktiven Zerfall freiwerdenden hochenergetischen Elektronen (Betastrahlung) erzeugen durch Stoßprozesse im p-n-Übergang eines Halbleiters zahlreiche sekundäre Ladungsträger, die dann wie bei der Photovoltaik durch das Feld der Raumladungszone gegen eine äußere Spannung getrennt werden, sodass elektrische Leistung entnommen werden kann.
Forschung und Versuche begannen in den 1960er Jahren. Als Problem dieser Technik wurde der geringe Wirkungsgrad angesehen. Weder die Suche nach neuen Materialien mit größeren Bandabstand und geringeren Strahlenschäden, noch die Vergrößerung der Halbleiteroberfläche durch Oberflächenstrukturierung (poröses Silizium) hat befriedigende Ergebnisse gebracht.
Die erste kommerzielle Anwendung der Betavoltaik war die 147Promethiumbatterie („Betacel“), die unter anderem als Energiequelle zum Betrieb eines Herzschrittmacheraggregates verwandt wurde.

## Verwendete Radionuklide
Wünschenswert ist zum einen eine lange Halbwertszeit, um lange gleichbleibende Leistung zu liefern, zum anderen können allzu energetische Betateilchen den Halbleiter beschädigen. Allzu niederenergetische Betateilchen liefern jedoch nicht genug Energie. Je nach Anwendung ist auch die Verfügbarkeit des Materials bzw. dessen Preis von Interesse. Während in der Weltraumtechnik die Kosten, das Material in den Orbit bzw. zu einem anderen Himmelskörper zu bringen, meist höher sind als die Kosten jedes denkbaren Materials, ist für irdische Materialien durchaus von Relevanz, ob das Material in Teilchenbeschleunigern, durch Neutroneneinfang in eigens dafür gebauten Reaktoren oder durch simple chemische Extraktion aus den Spaltprodukten in „abgebranntem“ Kernbrennstoff gewonnen werden kann. Häufig verwendet werden daher Tritium, Strontium-90 (ein in relativ großer Menge anfallendes Spaltprodukt) oder Nickel-63.